# جونيور راميريز
جونيور راميريز ممثل كوبي أمريكي. اشتهر بدوره المعتاد للمحقق جاريد فاسكيز في مسلسل اللائحة لـ إن بي سي. قبل ذلك، فقد لعب ادوارا أخرى مثل جوليو في مسلسل باور لشركة ستارز واوسكار ارشو في مسلسل جيسيكا جونز لشركتي نتفليكس ومارفل. لعب راميريز أيضًا دور تيد غرانت في الموسم الثالث من Arrow .

## النشأة
ولد راميريز في ماتانزاس، كوبا. عندما كان طفلاً، انتقلت عائلته إلى الولايات المتحدة وكبر هناك في تامبا، فلوريدا.

## الحياة المهنية
لعب راميريز شخصية متكررة في الموسم الأول من مسلسل Power قبل أن يتم ترقيته إلى أحد أعضاء فريق التمثيل الاساسي في الموسم الثاني. ظهر بعد ذلك باسم تيد جرانت في الموسم الثالث من Arrow،  قبل أن ينضم إلى الموسم الثاني من Jessica Jones في دور اوسكار ارشو.  في فبراير 2018، تم اختيار راميريز في دور المحقق جاريد فاسكيز في مسلسل اللائحة لشركة إن بي سي.
| عام  | عنوان            | دور            | ملحوظات |
| ---- | ---------------- | -------------- | ------- |
| 2010 | سوف أتبع         | بيرسي          |         |
| 2012 | التحالف          | لونزو راميريز  |         |
| 2015 | زفاف في حالة سكر | كال            |         |
| 2018 | كلاب الشمس       | الرقيب. كندريك |         |
| 2020 | كسول سوزان       | ذئب كارل       |         |

| عام                   | عنوان                  | دور                  | ملحوظات                        |
| --------------------- | ---------------------- | -------------------- | ------------------------------ |
| 2008-2010             | بيت تايلر بيري في باين | دييغو هيرنانديز      | 10 حلقات                       |
| 2010                  | هاسيندا هايتس          | إدي جونيور.          | 11 حلقة                        |
| 2012                  | البنك المركزي الخليجي  | دودو                 | الحلقة: "الوحي"                |
| 2013                  | 90210                  | بيلي                 | الحلقة: "Misery Loves Company" |
| 2013                  | إميلي أوينز MD         | الدكتور اي جي أكينو  | 3 حلقات                        |
| 2014-2017             | باور                   | جوليو                | 36 حلقة                        |
| 2014-2015             | السهم                  | تيد غرانت / وايلدكات | 4 حلقات                        |
| 2016                  | روزوود                 | فرانك اسكاجيدا       | الحلقة: "Keritan & Kissyface"  |
| 2018-2019             | جيسيكا جونز            | اوسكار ارشو          | 11 حلقة                        |
| 2018 إلى الوقت الحاضر | اللائحة                | المحقق جاريد فاسكيز  | فريق التمثيل الرئيسي           |

## روابط خارجية
- [http://www.imdb.com/name/nm2824707/ J.R. Ramirez

] في قاعدة بيانات الأفلام على الإنترنت